# ندیمه

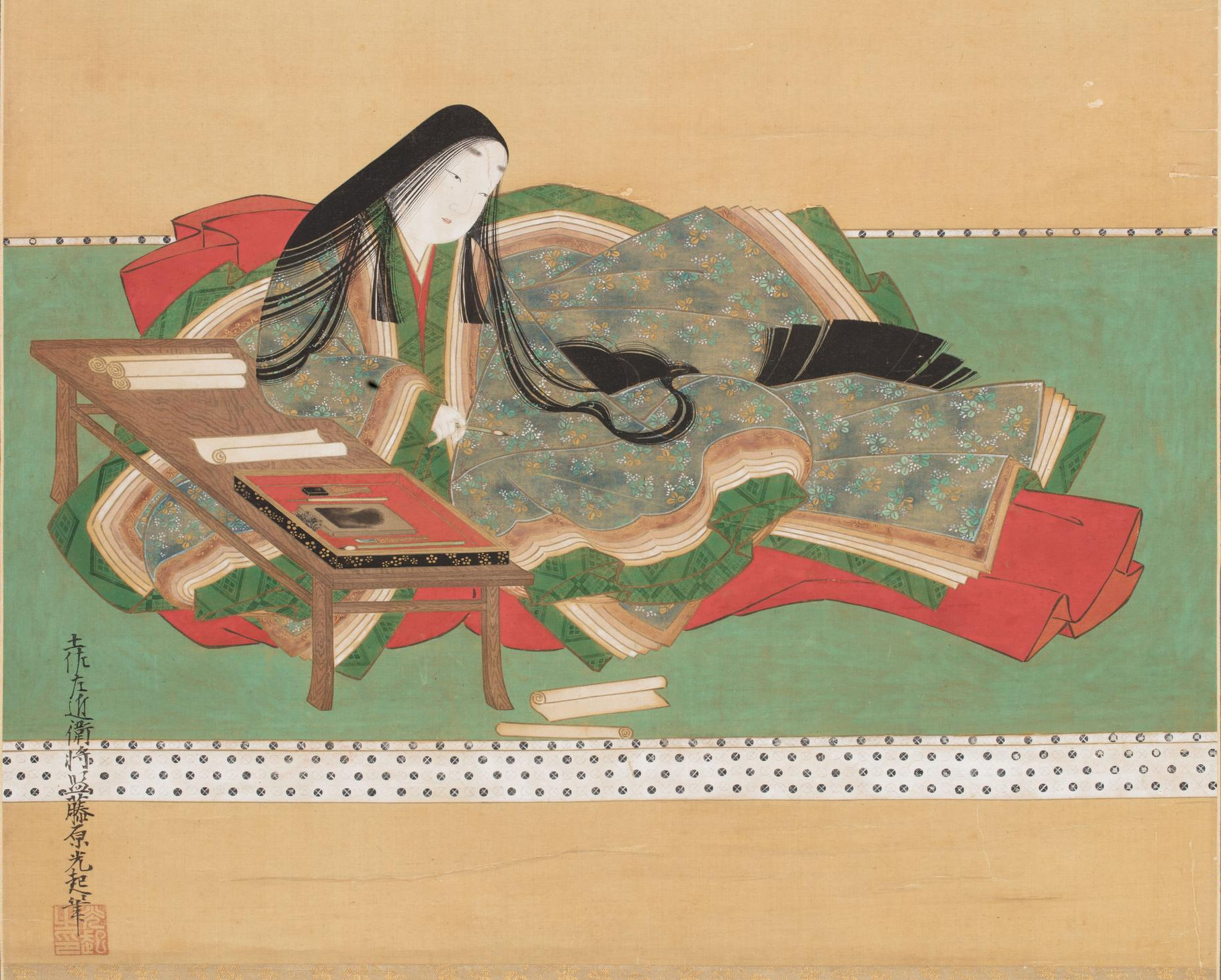
موراساکی شیکیبو، داستان‌نویس، شاعر و ندیمهٔ دربار امپراتوری ژاپن بود.

بانوی درباری یا ندیمه در نظام‌های سلطنتی یا فئودالی زنی است که هم‌نشین و هم‌صحبت ملکه یا زنان نجیب‌زاده عالی‌رتبه دیگر است. در دربارهای اروپایی ندیمه معمولاً زنی نجیب‌زاده است که در رده‌ای پایین‌تر از زنی قرار دارد که با او همراه است. ندیمه ممکن است بستگی به کشور و شرایط برای موقعیت خود حقوق دریافت کند، اما در هرحال نقش او بیشتر همراه و دستیار محسوب می‌شود تا خدمتکار.